# Alvear (kommunhuvudort)
Alvear är en kommunhuvudort i Argentina.   Den ligger i provinsen Corrientes, i den nordöstra delen av landet, 600 kilometer norr om huvudstaden Buenos Aires. Alvear ligger 65 meter över havet och antalet invånare är 7 917.
Terrängen runt Alvear är mycket platt. Närmaste större samhälle är La Cruz, 12,5 kilometer sydväst om Alvear.
Runt Alvear är det i huvudsak tätbebyggt. Runt Alvear är det glesbefolkat, med 17 invånare per kvadratkilometer.